# Ян Млакар
Ян Млакар (словен. Jan Mlakar, 23 жовтня 1998, Словенська Бистриця) — словенський футболіст, нападник італійського клубу «Піза». На умовах оренди грає за «Хайдук» (Спліт).
Виступав, зокрема, за клуби «Венеція» та «Марибор», а також національну збірну Словенії.
Чемпіон Словенії. Володар Кубка Хорватії.

## Клубна кар'єра
Народився 23 жовтня 1998 року в місті Словенська Бистриця. Вихованець юнацьких команд футбольних клубів «Домжале» та «Фіорентина».
У дорослому футболі дебютував 30 квітня 2017 року виступами за команду «Фіорентина», в матчі проти «Палермо» замінивши свого співвітчизника Йосипа Іличича на 70-й хвилині. Сезон 2017–18 провів на правах оренди у складі клубу Серії B «Венеція», де провів три матчі.
У січні 2018 року Млакар повернувся до Словенії та приєднався до «Марибора», підписавши контракт на чотири з половиною роки.
У січні 2019 року Ян підписав контракт з «Брайтон енд Гоув» на три з половиною роки. Але до кінця року на правах оренди відіграв за «Марибор».
24 липня 2019 року також на правах оренди словенець перейшов до клубу «КПР» (Чемпіоншип) терміном на один рік.
Після того, як «Брайтон» відкликав його з КПР у січні 2020 року, він приєднався до іншої команди Чемпіоншип, «Віган Атлетік», на правах оренди до кінця сезону.
14 серпня 2020 року «Брайтон енд Гоув» відправив Яна в чергову оренду до клубу «Марибор». Граючи у складі «Марибора» також здебільшого виходив на поле в основному складі команди. В новому клубі був серед найкращих голеодорів, відзначаючись забитим голом в середньому щонайменше у кожній третій грі чемпіонату.
1 липня 2021 року Млакар підписав чотирирічний контракт із хорватським клубом «Хайдук» (Спліт). Відіграв за сплітську команду 64 матчі в національному чемпіонаті.
З 27 серпня 2023 року захищає кольори італійського клубу «Піза».

## Виступи за збірні
2013 року дебютував у складі юнацької збірної Словенії (U-15), загалом на юнацькому рівні взяв участь у 32 іграх, відзначившись 24 забитими голами.
Протягом 2017–2019 років залучався до складу молодіжної збірної Словенії. На молодіжному рівні зіграв у 18 офіційних матчах, забив 8 голів.
2019 року  захищав кольори олімпійської збірної Словенії. У складі цієї команди провів 1 матч.
1 червня 2021 року дебютував в офіційних матчах у складі національної збірної Словенії.

## Статистика виступів

### Статистика клубних виступів
Станом на 30 липня 2022
| Команда                         | Сезон             | Ліга                  | Ліга  | Ліга | Національний кубок | Національний кубок | Кубок ліги | Кубок ліги | Континентальні кубки | Континентальні кубки | Інші змагання | Інші змагання | Разом | Разом |
| Команда                         | Сезон             | Дивізіон              | Матчі | Голи | Матчі              | Голи               | Матчі      | Голи       | Матчі                | Голи                 | Матчі         | Голи          | Матчі | Голи  |
| ------------------------------- | ----------------- | --------------------- | ----- | ---- | ------------------ | ------------------ | ---------- | ---------- | -------------------- | -------------------- | ------------- | ------------- | ----- | ----- |
| «Фіорентина»                    | 2016–17           | Серія A               | 1     | 0    | 0                  | 0                  | —          | —          | 0                    | 0                    | —             | —             | 1     | 0     |
| «Венеція» (оренда)              | 2017–18           | Серія B               | 3     | 0    | 1                  | 0                  | —          | —          | —                    | —                    | —             | —             | 4     | 0     |
| «Марибор»                       | 2017–18           | Перша ліга Словенії   | 12    | 3    | —                  | —                  | —          | —          | —                    | —                    | —             | —             | 12    | 3     |
| «Марибор»                       | 2018–19           | Перша ліга Словенії   | 26    | 13   | 3                  | 1                  | —          | —          | 3                    | 0                    | —             | —             | 32    | 14    |
| «Марибор»                       | Разом             | Разом                 | 38    | 16   | 3                  | 1                  | 0          | 0          | 3                    | 0                    | 0             | 0             | 44    | 17    |
| «Брайтон енд Гоув Альбіон»      | 2019–20           | Прем'єр-ліга          | 0     | 0    | 0                  | 0                  | 0          | 0          | —                    | —                    | —             | —             | 0     | 0     |
| «Квінз Парк Рейнджерс» (оренда) | 2019–20           | Чемпіоншип            | 6     | 0    | 0                  | 0                  | 2          | 0          | —                    | —                    | —             | —             | 8     | 0     |
| «Віган Атлетік» (оренда)        | 2019–20           | Чемпіоншип            | 1     | 0    | 0                  | 0                  | 0          | 0          | —                    | —                    | —             | —             | 1     | 0     |
| «Марибор» (оренда)              | 2020–21           | Перша ліга Словенії   | 32    | 14   | 2                  | 1                  | —          | —          | 1                    | 0                    | —             | —             | 35    | 15    |
| «Хайдук» (Спліт)                | 2021–22           | Перша хорватська ліга | 27    | 7    | 4                  | 0                  | —          | —          | 2                    | 0                    | —             | —             | 33    | 7     |
| «Хайдук» (Спліт)                | 2022–23           | Ххорватська ліга      | 2     | 0    | 0                  | 0                  | —          | —          | 0                    | 0                    | 1             | 0             | 3     | 0     |
| «Хайдук» (Спліт)                | Разом             | Разом                 | 29    | 7    | 4                  | 0                  | 0          | 0          | 2                    | 0                    | 1             | 0             | 36    | 7     |
| Усього за кар'єру               | Усього за кар'єру | Усього за кар'єру     | 110   | 37   | 10                 | 2                  | 2          | 0          | 6                    | 0                    | 1             | 0             | 129   | 39    |

### Статистика виступів за збірну
| Дата       | Місто              | Господарі          | Результат               | Гості             | Турнір                               | Голи | Примітки |
| ---------- | ------------------ | ------------------ | ----------------------- | ----------------- | ------------------------------------ | ---- | -------- |
| 1-6-2021   | Скоп'є             | Північна Македонія | 1 – 1                   | Словенія          | товариський матч                     | -    | 79'      |
| 4-6-2021   | Копер              | Словенія           | 6 – 0                   | Гібралтар         | товариський матч                     | 1    | 62'      |
| 1-9-2021   | Любляна            | Словенія           | 1 – 1                   | Словаччина        | Відбір до ЧС 2022                    | -    | 57'      |
| 4-9-2021   | Любляна            | Словенія           | 1 – 0                   | Мальта            | Відбір до ЧС 2022                    | -    | 60'      |
| 7-9-2021   | Спліт              | Хорватія           | 3 – 0                   | Словенія          | Відбір до ЧС 2022                    | -    | 54'      |
| 27-9-2022  | Стокгольм          | Швеція             | 1 – 1                   | Словенія          | Ліга націй УЄФА 2022-2023 - 1-й етап | -    | 64'      |
| 16-6-2023  | Гельсінкі          | Фінляндія          | 2 – 0                   | Словенія          | Відбір до ЧЄ 2024                    | -    | 65'      |
| 19-6-2023  | Любляна            | Словенія           | 1 – 1                   | Данія             | Відбір до ЧЄ 2024                    | -    | 90+3'    |
| 7-9-2023   | Любляна            | Словенія           | 4 – 2                   | Північна Ірландія | Відбір до ЧЄ 2024                    | -    | 74'      |
| 10-9-2023  | Серравалле         | Сан-Марино         | 0 – 4                   | Словенія          | Відбір до ЧЄ 2024                    | 1    |          |
| 14-10-2023 | Любляна            | Словенія           | 3 – 0                   | Фінляндія         | Відбір до ЧЄ 2024                    | -    | 80'      |
| 17-10-2023 | Белфаст            | Північна Ірландія  | 0 – 1                   | Словенія          | Відбір до ЧЄ 2024                    | -    | 75'      |
| 17-11-2023 | Копенгаген         | Данія              | 2 – 1                   | Словенія          | Відбір до ЧЄ 2024                    | -    | 86'      |
| 20-11-2023 | Любляна            | Словенія           | 2 – 1                   | Казахстан         | Відбір до ЧЄ 2024                    | -    | 72'      |
| 21-3-2024  | Мдіна              | Мальта             | 2 – 2                   | Словенія          | товариський матч                     | -    | 46'      |
| 4-6-2024   | Любляна            | Словенія           | 2 – 1                   | Вірменія          | товариський матч                     | 1    | 59'      |
| 8-6-2024   | Любляна            | Словенія           | 1 – 1                   | Болгарія          | товариський матч                     | -    | 62'      |
| 16-6-2024  | Штутгарт           | Словенія           | 1 – 1                   | Данія             | ЧЄ 2024 - груповий етап              | -    | 75'      |
| 20-6-2024  | Мюнхен             | Словенія           | 1 – 1                   | Сербія            | ЧЄ 2024 - груповий етап              | -    | 64'      |
| 25-6-2024  | Кельн              | Англія             | 0 – 0                   | Словенія          | ЧЄ 2024 - груповий етап              | -    | 86'      |
| 1-7-2024   | Франкфурт-на-Майні | Португалія         | 0 – 0 д.ч. (3 – 0 п.п.) | Словенія          | ЧЄ 2024 - 1/8 фіналу                 | -    | 74'      |
| Усього     |                    | Матчів             | 21                      |                   | Голів                                | 3    |          |

| Дата       | Місто               | Господарі  | Результат | Гості       | Турнір                             | Голи | Примітки |
| ---------- | ------------------- | ---------- | --------- | ----------- | ---------------------------------- | ---- | -------- |
| 28-5-2016  | Нова Гориця         | Словенія   | 4 – 1     | Азербайджан | Товариський матч                   | -    | 65'      |
| 31-5-2016  | Нова Гориця         | Словенія   | 1 – 2     | Азербайджан | Товариський матч                   | -    | 81'      |
| 1-9-2017   | Айдовщина           | Словенія   | 3 – 1     | Люксембург  | Кваліфікація молодіжного Євро-2019 | 1    | 55'      |
| 5-10-2017  | Діфферданж (комуна) | Люксембург | 1 – 1     | Словенія    | Кваліфікація молодіжного Євро-2019 | -    | 46'      |
| 9-10-2017  | Подгориця           | Чорногорія | 1 – 3     | Словенія    | Кваліфікація молодіжного Євро-2019 | -    | 56'      |
| 9-11-2017  | Нова Гориця         | Словенія   | 2 – 0     | Чорногорія  | Кваліфікація молодіжного Євро-2019 | 1    | 46'      |
| 13-11-2017 | Домжале             | Словенія   | 1 – 0     | Франція     | Кваліфікація молодіжного Євро-2019 | -    | 46' 49'  |
| 22-3-2018  | Айдовщина           | Словенія   | 2 – 3     | Україна     | Товариський матч                   | -    | 59'      |
| 27-3-2018  | Стара Загора        | Болгарія   | 3 – 0     | Словенія    | Кваліфікація молодіжного Євро-2019 | -    | 46'      |
| 29-5-2018  | Київ                | Словенія   | 3 – 1     | Греція      | Товариський матч                   | 2    | 54'      |
| 31-5-2018  | Київ                | Словенія   | 3 – 0     | Ізраїль     | Товариський матч                   | 1    | 46'      |
| 7-9-2018   | Нур-Султан          | Казахстан  | 0 – 0     | Словенія    | Кваліфікація молодіжного Євро-2019 | -    |          |
| 11-9-2018  | Птуй                | Словенія   | 2 – 1     | Казахстан   | Кваліфікація молодіжного Євро-2019 | -    | 65'      |
| 7-6-2019   | Аарау               | Швейцарія  | 1 – 2     | Словенія    | Товариський матч                   | 1    | 90+1'    |
| 8-9-2019   | Марибор             | Словенія   | 2 – 2     | Франція     | Товариський матч                   | 1    | 87'      |
| 11-10-2019 | Марибор             | Словенія   | 2 – 2     | Англія      | Товариський матч                   | -    |          |
| 15-10-2019 | Целє                | Словенія   | 1 – 0     | Угорщина    | Товариський матч                   | 1    | 89'      |
| 14-11-2019 | Ешторіл             | Португалія | 0 – 0     | Словенія    | Товариський матч                   | -    |          |
| Усього     |                     | Матчів     | 18        |             | Голів                              | 8    |          |

## Титули і досягнення

### Командні
- Чемпіон Словенії (1):

«Марибор»: 2018–2019
- Володар Кубка Хорватії (2):

«Хайдук» (Спліт): 2021–2022, 2022–2023

### Особисті
Найкращий бомбардир чемпіонату Словенії: 2020–2021 (14 м'ячів, разом із Нардіном Мулахусейновичем)